# Исэреску, Мугур
Мугур Исэреску (рум. Mugur Isărescu; род. 1 августа 1949, Дрэгэшани) — румынский экономист и политик. С сентября 1990 по 22 декабря 1999 года был главой Национального банка Румынии, с 28 декабря 2000 года снова занимает эту должность. С 16 декабря 1999 по 28 декабря 2000 года был премьер-министром Румынии. Член Румынской академии.

## Биография
Мугур Исэреску родился в 1949 году в Дрэгэшани, в 1971 году окончил Академию экономических наук в Бухаресте. Затем до 1990 года работал в Институте международной экономики.
После румынской революции 1989 года Исэреску работал в министерстве иностранных дел, затем в посольстве Румынии в США. В сентябре 1990 года он был назначен главой Национального банка Румынии.
16 декабря 1999 года Мугур Исэреску, не состоявший в политических партиях, был назначен премьер-министром. Он занимал эту должность около года, до декабря 2000 года. Когда правящая коалиция проиграла парламентские выборы, он вернулся на должность главы Национального банка Румынии. В ноябре 2000 года он баллотировался на пост президента Румынии, но стал лишь четвёртым с 9 % голосов. Президентом был избран Ион Илиеску.
Во время пребывания Исэреску на посту премьер-министра, 15 февраля 2000 года, Румыния формально начала переговоры о вступлении в Европейский союз.
В 2009 году Мировая Академия рекордов (англ. World Records Academy) признала Исэреску рекордсменом по длине срока, проведённого им на посту главы Национального банка.
17 сентября 2019 года удостоен звания почётного гражданина Бухареста.